# 超时空罗曼史
《超时空罗曼史》（英語：See You Again）是一部2022年的中国大陆时空穿越题材网络剧。该剧由王枫执导，胡一天、陈钰琪领衔主演，王天辰、白冰等主演。于2021年3月8日开机，同年6月10日杀青。本剧于2022年9月5日在爱奇艺首播。

## 播出时间
| 頻道        | 所在地                      | 播映日期                   | 播出時間 | 備註                                                  |
| 爱奇艺      | 中国大陆                    | 2022年9月5日-2022年10月7日 | 20: 00   | 会员每日2集，首更6集 非会员周一至周六每日1集，首更2集 |
| IQIYI国际版 | 香港 · 澳門 · 臺灣 · 及海外 | 2022年9月5日-2022年10月7日 | 20: 00   | 会员每日2集，首更6集 非会员周一至周六每日1集，首更2集 |

## 演员列表

### 主要演員
| 演員   | 角色   | 介紹 |
| 胡一天 | 向秦羽 | 民国人，武打明星，在1936年的《黄埔风云》片场中枪，穿越到2018年的金阿银家中。他与金阿银展开了一段逗趣而甜蜜的恋情，并逐步探查出当年片场事件的真相，最后带着现代的记忆穿越回民国，揭开了刺杀的真相，并从此销声匿迹。                  |
| 胡一天 | 池宇   | 现代人，新人演员，《向秦羽传奇》 原定男一号，被神秘人袭击后落水失踪。 |
| 陈钰琪 | 金阿银 | 现代人，新人编剧，小财迷，向秦羽在现代为数不多的粉丝。邂逅了穿越到自己家中的向秦羽，展开了一段爱恋。在向秦羽回到民国后，将彼此的故事写成了剧本，回归了自己的生活。 彩蛋：在向秦羽穿越消失的地方，金阿银再次听到有人呼喊自己的名字。 |
| 陈钰琪 | 金子   | 民国人，《黄埔风云》片场演员。 |
| 王天辰 | 李龙大 | 新人演员，池宇朋友，喜欢金阿银，家境阔绰。 |
| 白冰   | 陈沐沐 | 江河影视制作人 |

### 其他演員
| 演員   | 角色   | 介紹                                                             |
| 刘怡潼 | 麻泽浩 | 现代人，剧中反派，程序员，金阿银和陶陶的发小，喜欢陶陶           |
| 刘怡潼 | 楊進榮 | 民国人，楊小云哥哥                                               |
| 代文雯 | 陶陶   | 现代人，化妆师，对池宇爱而不得，自残而陷入长期昏迷               |
| 代文雯 | 楊小云 | 民国人，因喜欢向秦羽加入梦生影业，却被逼拍艳片，不堪忍受跳楼自杀 |
| 黑泽   | 金川   | 摄影师，金阿银的弟弟，陈沐沐的恋人，小名“金阿宝”                 |
| 张雪菡 | 滕溪   | 池宇的老同学，喜欢金川                                           |
| 朱梓溪 | 菅野   | 江河影视策划，金阿銀閨蜜                                         |
| 李林   | 胡制片 | 《向秦羽传奇》制片人                                             |
| 明加   | 周姝   | 向秦羽母亲                                                       |
| 王德顺 | 狄沪生 | 向秦羽当年的武行小弟，现在江河影视拍戏                           |
| 范湉湉 | 穆老师 | 编剧                                                             |
| 李進榮 | 金爸   |                                                                  |
| 娟子   | 池宇媽 |                                                                  |
| 张晞临 | 池宇爸 |                                                                  |

## 電視劇原声帶
| 曲序 | 曲目                   |              | 作曲             | 演唱   |
| ---- | ---------------------- | ------------ | ---------------- | ------ |
| 1.   | 午后三点（心动主题曲） | 程恢弘       | 程恢弘           | 王晰   |
| 2.   | 那天（温情主题曲）     | 曾咏欣       | 邓智伟           | 井朧   |
| 3.   | 重生（片尾曲）         | 燃一         | 燃一             | 燃一   |
| 4.   | 一秒（插曲）           | Listen Dream | 是珊珊阿、江子岸 | 高姗   |
| 5.   | 时间裂隙（插曲）       | 何道元       | 夏殇             | 李佳薇 |
| 6.   | 时空之境（插曲）       | 陈可心       | 园田芳雄         | 李俊毅 |